# Грибоедово (Калининградская область)
Грибоедово — посёлок в Калининградской области России. Входил в состав Добринского сельского поселения в Гурьевском районе.

## История
Первое упоминание о населенном пункте относится к 1396 году.
Название Вангелин в 1396, Вангозин после 1404, Вангустен в 1539, Вангусен после 1563, Вангехаузен после 1565, Адлиг Вангхузен в 1871, Вангхузен до 1946 года
В 1946 году Вангхузен был переименован в поселок Грибоедово.

## Население
| 2002 | 2010 |
| ---- | ---- |
| 26   | ↗39  |

В 1910 году численность населения Вангхузена составляла 142 человека, в 1933 году — 224 человека, в 1939 году — 208 человек.